# Фейн, Вер, 4-й граф Уэстморленд
Ве́р Фе́йн, 4-й гра́ф Уэ́стморленд (англ. Vere Fane, 4th Earl of Westmorland; 13 февраля 1645 — 29 декабря 1693) — английский аристократ и политический деятель, 4-й граф Уэстморленд (1691–1693).

## Биография
Вер Фейн был сыном Майлдмея Фейна, 2-го графа Уэстморленд и его второй жены Мэри де Вер, дочери Горацио Вера и Мэри Трейси.
23 апреля 1661 года, на коронации короля Карла II, был посвящён в рыцари Бани. Фейн был членом парламента от Питерборо, а в последующие пять созывов от графства Кент.
В 1691 году, после смерти старшего брата, унаследовал его титулы, которыми были граф Уэстморленд, барон Бергерш и барон ле Диспенсер. Скончался 29 декабря 1693 года от сахарного диабета в возрасте 48 лет.

## Семья
13 июля 1671 года женился на Рейчел Бенс, дочери торговца Джона Бенса и его первой жены Джудит Эндрюс. У супругов было 11 детей, среди которых:
- Мэри Фейн (1676—1710), вышла замуж за сэра Фрэнсиса Дэшвуда, 1-го баронета[англ.], в браке было двое детей (один из них — Фрэнсис Дэшвуд, 11-й барон ле Диспенсер);
- Вер Фейн (25 мая 1678 — 19 мая 1698), 5-й граф Уэстморленд (1693—1698);
- Томас Фейн (3 октября 1681 — 4 июня 1736), 6-й граф Уэстморленд (1698—1736);
- Джон Фейн (24 марта 1685 — 26 августа 1762), 7-й граф Уэстморленд (1736—1762);
- Майлдмей Фейн[англ.] (октябрь 1689 — 11 сентября 1715), политик;
- Кэтрин Фейн (ум. 1737), замужем за Уильямом Полом (1673—1711)[3]; их правнук — Томас Стэплтон, 12-й барон ле Диспенсер.